# Bennett Miller
Bennett Miller (Nova Iorque, 30 de Dezembro de 1966) é um cineasta americano. Dirigiu o filme Capote (2005), tendo sido indicado ao Oscar de melhor diretor, e o filme O Homem que Mudou o Jogo (2011). Em 2014, dirigiu o Filme Foxcatcher, que recebeu 5 indicações ao Oscar: Melhor diretor, Melhor Ator (Steve Carell), Melhor Ator Coadjuvante (Mark Ruffalo), Melhor Maquiagem e Cabelo e Melhor Roteiro Original.